# Асида, Хитоси
Хитоси Асида (яп. 芦田 均 Асида Хитоси, 15 ноября 1887 — 20 июня 1959) — японский дипломат и политический деятель, а также премьер-министр Японии с 10 марта 1948 года по 15 октября 1948 года. Асида был заметной фигурой в изменчивом ландшафте послевоенной японской политики, но был вынужден уйти в отставку в связи с громким коррупционным скандалом.

## Биография

### Ранние годы
Асида родился 15 ноября 1887 года в городе Фукутияма, префектура Киото. В 1904 году окончил гимназию «Касивабара» и поступил в Токийский императорский университет на специальность французского гражданского права. После окончания университета в 1912 году он получает должность в Министерстве иностранных дел. В дальнейшем в течение 20 лет работает на дипломатической службе в японских посольствах в России, Франции, Турции и Бельгии. В 1932 году Асида уходит из министерства иностранных дел в знак протеста против политики вовлекающей Японию в войну с Китаем.

### Политическая карьера
На выборах 1932 года Асида проходит в палату представителей и присоединяется к Партии друзей конституционного правления (яп. 立憲政友会 Риккэн Сэйю:кай). Асида являлся одним из наиболее известных противников вмешательства военных в политику. Одновременно со своей парламентской деятельностью в 1933—1939 годах Асида является главным редактором The Japan Times and Mail — крупнейшей англоязычной газеты Японии. После распада Риккэн Сэйюкай в 1939 году Асида присоединяется к «ортодоксальному» крылу во главе с Итиро Хатоямой. В годы Второй мировой войны отходит от политической деятельности и преподаёт в университете «Кэйо», где он ещё в 1929 году защитил докторскую степень по праву.
С октября 1945 года по май 1946 года Асида входит в послевоенный кабинет Кидзюро Сидэхары в качестве министра здравоохранения и социального обеспечения. В ноябре 1945 года совместно с Итиро Хатоямой учреждает Либеральную партию (яп. 日本自由党 Нихон Дзию:то:). В июне 1946 год Асида становится председателем Комитета по подготовке законопроекта пересмотра Имперской Конституции, а в декабре получает должность президентом Общества популяризации конституции. Благодаря ему в план конституции было добавлено новое положение, которое снимало абсолютный запрет на возможность Японии иметь вооруженные силы.
В следующем 1947 году Асида присоединяется к Демократической партии (яп. 民主党 Минсюто:), которая образовалась путём слияния Либеральной партии Хатоямы и Прогрессивной партии (яп. 日本進歩党 Нихон Симпото:) Сидэхары. В мае 1947 года он становится президентом Демократической партии, месяцем позже Демократическая партия, Социалистическая партия и Народно-кооперативная партия (яп. 国民協同党 Кокумин Кё:до:то:) образуют коалиционный кабинет, премьер-министром становится глава социалистов Тэцу Катаяма, при его администрации Асида занимает должности заместителя премьер-министра и министра иностранных дел.

### Премьер-министр и дальнейшая жизнь
Через восемь месяцев в марте 1948 года, когда из-за внутрипартийных неурядиц кабинет Катаямы был вынужден уйти в отставку, Асида становится премьер-министром во главе того же самого коалиционного кабинета. Но уже в октябре Асида был вынужден уйти в отставку в связи с крупнейшим коррупционным скандалом оккупационной эры. Скандал был связан с кампанией «Сёва дэнко», в июне 1948 года президент кампании был арестован по обвинению в даче взяток министрам с целью получения государственных кредитов. Осенью был арестован заместитель премьер-министра Суэхиро Нисио и ещё 63 человека. Поскольку двое членов кабинета Асиды выступали непосредственно в качестве обвиняемых в скандале, весь кабинет был вынужден уйти в отставку.
После отставки Асида также был ненадолго задержан, угроза ареста нависала над ним вплоть до 1958 года, когда все обвинения были сняты. Несмотря на обвинения в коррупции, Асида продолжает активно участвовать в политике. Занимал одну из высших должностей в Демократической партии, а в 1955 году присоединяется к новой Либерально-демократической партии (яп. 自由民主党 дзию: минсюто:), где становится советником. Умер Асида 20 июня 1959 года в возрасте 71 года.